# Српска коалиција за Републику Српску
Српска коалиција за Републику Српску је коалиција српских странака, десне оријентације, формирана пред опште изборе 1998. године, коју је предводио Предраг Лазаревић.
Коалицију су сачињавале четири странке: Српска странка Крајине и Посавине, Демократска патриотска странка, Српска патриотска странка и Народна странка Републике Српске.
На изборима за Народну скупштину РС, коалиција је освојила два посланичка мандата, која су припала Предрагу Радићу и Радославу Брђанину, предсједницима Демократске патриотске странке, односно Народне странке РС.
У избору за предсједника Републике Српске, кандидат коалиције Михајло Црнадак је заузео 4. мјесто, са освојених 16.079 гласова, док је у трци за српског члана Предсједништва БиХ кандидат Зоран Тадић био трећи са 27.388 гласова.